# Amalapuram
Amalapuram è una suddivisione dell'India, classificata come municipality, di 50.889 abitanti, situata nel distretto del Godavari Orientale, nello stato federato dell'Andhra Pradesh. In base al numero di abitanti la città rientra nella classe II (da 50.000 a 99.999 persone).

## Geografia fisica
La città è situata a 16° 34' 60 N e 82° 1' 0 E e ha un'altitudine di 2 m s.l.m..

## Società

### Evoluzione demografica
Al censimento del 2001 la popolazione di Amalapuram assommava a 50.889 persone, delle quali 25.538 maschi e 25.351 femmine. I bambini di età inferiore o uguale ai sei anni assommavano a 4.966, dei quali 2.499 maschi e 2.467 femmine. Infine, coloro che erano in grado di saper almeno leggere e scrivere erano 39.032, dei quali 20.392 maschi e 18.640 femmine.